# Dirt 4
Dirt 4 (стилизовано как DiRT 4; с англ. — «Грязь 4») — видеоигра в жанре автосимулятор, посвящённая тематике ралли. Она была разработана и издана Codemasters для платформ Microsoft Windows, PlayStation 4 и Xbox One и была выпущена для macOS и Linux в 2019 году компанией Feral Interactive. Игра принадлежит серии Dirt, также известной как Colin McRae Rally. Её релиз состоялся 6 июня 2017 года в Северной Америке, и 9 июня в Европе. Дистрибьютором игры на территории Российской Федерации стала компания Бука, однако сама Dirt 4 осталась без перевода на русский язык, за исключением документации.
В Dirt 4 представлены такие гоночные дисциплины как классическое ралли, лицензированный ралли-кросс, гонки на багги и грузовиках. Для первых двух дисциплин в игре доступен ассортимент существующих в реальности автомобилей разных эпох и классов. Игрок может начать карьеру в одноимённом режиме, принимать участие в различных сетевых заездах, сезонных мероприятиях, настраивать свои собственные одиночные состязания или участвовать в соревнованиях, похожих на джимхану из прошлых игр серии, в режиме «Joyride». Также в Dirt 4 можно содержать свою собственную команду.
Во время разработки игры Codemasters консультировались относительно модели управления автомобилем с известными раллистами — Крисом Миком и Петтером Сольбергом. В Dirt 4 представлена новая для серии технология «Your Stage», которая позволяет случайно генерировать этапы, создавая огромное количество различных спецучастков. Известно, что создатели игры начали работу над этой технологией ещё в 2011 году, сразу после выхода Dirt 3.

## Геймплей

Геймплейный кадр, показывающий Subaru Impreza 2001 Ричарда Бёрнса на этапе ралли в Швеции

Dirt 4 представляет собой симулятор раллийных гонок. Игрок может соревноваться с компьютерными противниками или другими игроками в дисциплинах «Ралли», «Rallycross», «Landrush» и «Joyride», а также оттачивать свои навыки вождения в «Dirt Academy». В игре присутствует карьера, которая объединяет в себя часть этих дисциплин во множество чемпионатов для одиночного прохождения. Ещё есть «Freeplay», где можно настроить гонку или целый чемпионат в соответствии с интересами игрока. Пользователям доступна возможность устраивать гонки по сети, однако соревновательный режим (англ. Competitive) стоит особняком, так как не позволяет вносить корректировки в параметры заезда. Этот режим даёт право участвовать в сезонных мероприятиях, либо в рейтинговой гонке с другими игроками. Участие практически во всех соревнованиях игры приносит игроку кредиты, которые можно потратить на покупку новых автомобилей и содержание своей команды.
В карьере игрок не может сразу участвовать во всех чемпионатах, и вынужден поочерёдно проходить их открывая новые в каждой категории отдельно. Игра предлагает пользователю возможность подробной настройки сложности, где можно выбрать скорость противников, количество рестартов, доступные в управлении автомобилем помощники и прочие параметры, либо воспользоваться одним из готовых заранее пресетов. Также при начале игры, пользователю предлагают выбрать между двумя стилями поведения автомобиля: «Геймер» или «Симуляция». В геймерском стиле поведение транспортного средства упрощено до той степени, чтобы игрок мог расслабиться и получать удовольствие от игры, а симуляция рассчитана на тех, кому импонирует реализм и повышенная сложность.

### Дисциплины
В ралли участники соревнуются по одному на участке дороги, называемом «этап». Этапы различаются по протяжённости и могут быть ухабистыми и извилистыми, а также иметь различное покрытие — от гравия до асфальта и снега. Игроку нужно слушать штурмана, чтобы вести автомобиль наиболее эффективно. Соревнование состоит из одного или более этапов с интервалами обслуживания для ремонта машины игрока во время гонки. Машина с наименьшим общим временем прохождения этапов побеждает в событии. В игре представлено 5 различных мест, где можно участвовать в данных соревнованиях: Фицрой (Австралия), Таррагона (Испания), Мичиган (США), Вермланд (Швеция) и Поуис (Уэльс).
Ралли-кросс — это гонка, проводящаяся на кольцевом автодроме. Игроку нужно проехать как минимум один «джокер-круг» за гонку. Соревнования в этой дисциплине состоят из квалификационных заездов, полуфиналов и финалов. Этот режим сопровождается официальной лицензией чемпионата мира по ралли-кроссу, проводится на реально существующих трассах, а имена пилотов соответствуют действительности.
Landrush — гонка, в которой участвуют грузовики или багги на коротких грязных трассах в США и Мексике. Участки представляют собой трамплины, широкие накренённые повороты и опасные для подвески бугры. Соревнования состоят из полуфиналов и финалов. 4 лучших участника из полуфинала попадают в финал А, а 4 худших в финал B.
Joyride — заезды, которые делится на несколько испытаний. В испытании «Лобовая атака» необходимо разбить как можно больше блоков за отведённое время, а в «Испытании на время» нужно пройти участок, заполненный бонусными и штрафными отметками, за рекордное время.

### Карьера
Основной одиночный режим игры. Карьера подразделяет некоторые дисциплины на отдельные чемпионаты, в которых нужно побеждать, чтобы открывать новые. Сначала игрока ждут лёгкие короткие турниры, однако по мере продвижения будет увеличиваться количество спецучастков, их длина и сложность прохождения. В карьере есть пять разделов: «Ралли», «Landrush», «Ралли-кросс», «Историческое ралли» и «Тройная корона». Последний раздел открывается после завершения финальных чемпионатов в тройке лучших в ралли, ралли-кроссе и Landrush. В чемпионатах игрок может участвовать как со своей командой, так и с чужой на выбор. Своя команда полностью организуется игроком, вплоть до подбора механиков, технических объектов и покупки автомобилей. Чужие команды, как правило, предлагают меньше денег за победу, но зато покрывают затраты кредитов на ремонт автомобилей. Основной целью в режиме карьеры является победа в чемпионатах «тройной короны». После победы в финальном чемпионате любой из дисциплин, игроку открывается доступ к уровню сложности «Бесстрашный» (англ. Fearless), где отключены все помощники, нет возможности перезапустить гонку, а противники очень быстры.

#### Управление командой
В Dirt 4 можно содержать свою команду. Игра позволяет выбрать её название, внешний вид ливреи автомобилей, цвета, заниматься подбором персонала, искать спонсоров, приобретать технические объекты вроде большого гаража или высококачественного снаряжения для техников. Уровень мастерства члена команды определяется по шкале от E до А. Изначально игроку доступны только слабые специалисты E-класса, которые не требуют высокую плату за свою деятельность и выполняют свою работу не сильно эффективно, но по мере продвижения игрока по карьерной лестнице ему будут открываться специалисты более высокого уровня, на содержание которых, тем не менее, будет уходить больше средств, однако они гораздо лучше справляются с починкой автомобиля. Среди позиций для персонала есть Главный инженер, инженер, PR-агент, штурман, наблюдатель в ралли-кроссе и наблюдатель в Landrush. При этом последние три различаются друг от друга языком речи, либо голосом. Спонсоры нужны для того, чтобы ставить игроку дополнительные цели во время заездов, за выполнение которых он зарабатывает больше денег. Их логотипы отображаются на ливрее автомобиля. Сами спонсоры также отличаются друг от друга престижностью и величиной выплат, они также упорядочены от E до A, а самые выгодные предложения открываются по мере прохождения игры. Также с поиском спонсоров может помочь PR-агент. Ещё игрок может покупать объекты, влияющие на эффективность команды и величину гаража. Со своей командой можно выступать как в карьерном режиме, так и во многих других заездах, включая сезонные мероприятия.

### Автомобили

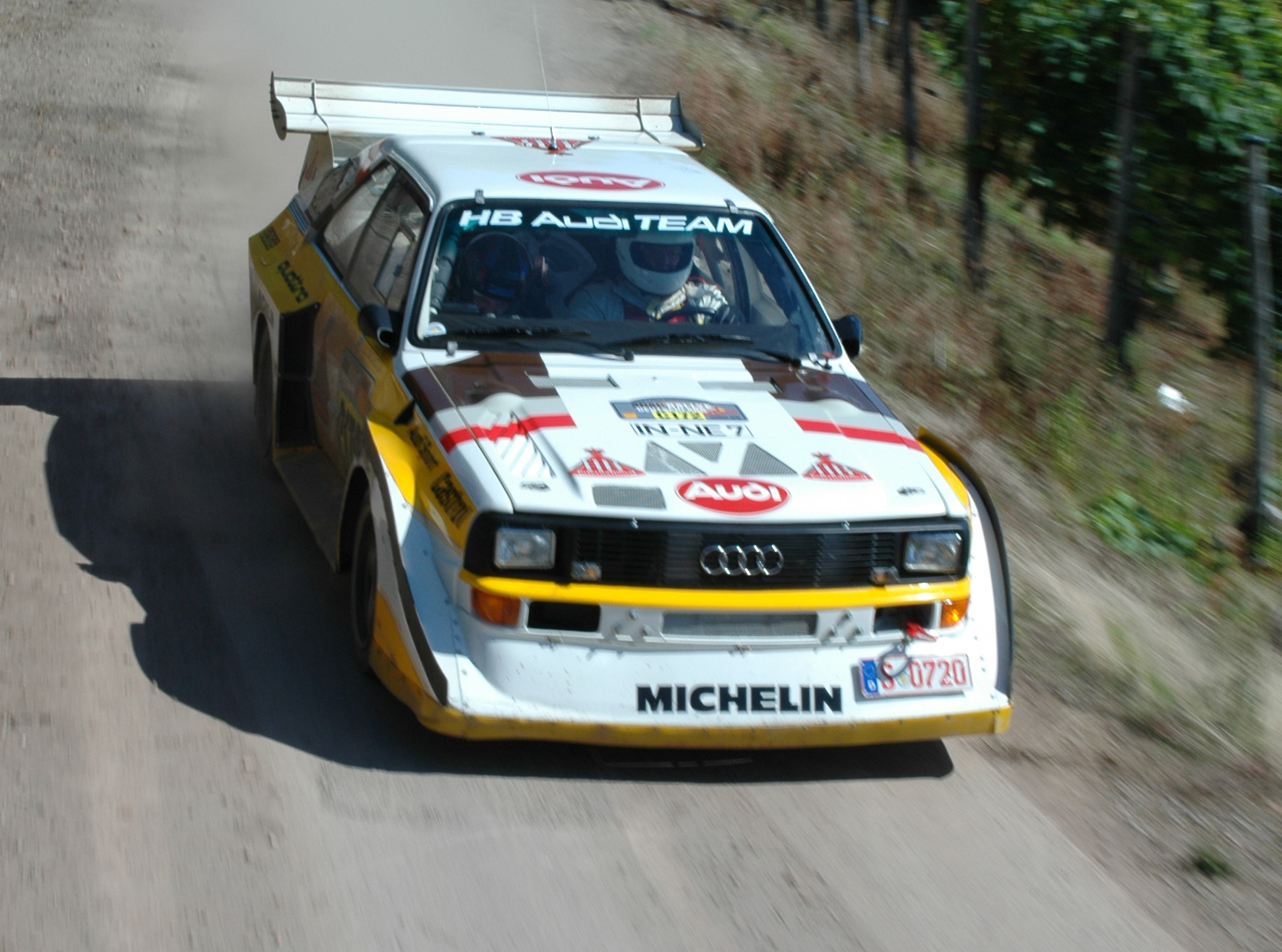
В Dirt 4 представлены некоторые машины легендарной Группы B, на снимке Audi Sport Quattro S1, точная копия этого автомобиля присутствует в игре

Всего в игре 55 автомобилей, однако один из них, а именно Hyundai R5, давался за предзаказ игры, сейчас он продаётся как отдельное DLC. Таким образом обычному пользователю доступно 54 машины. Эти машины подразделяются по категориям участия: ралли, ралли-кросс, классическое ралли и Landrush, а также по классам внутри этих категорий, как например Группа А, NR/R4 и R5 в категории ралли. Среди современных автомобилей в Dirt 4 представлено много известных классов, однако обошлось без представителей WRC, таких как Volkswagen Polo WRC или Ford Fiesta RS, которые были в прошлых играх серии. В категории Landrush игрок может взять под управление багги, лёгкие грузовики или специальные карты. Среди автомобилей для ралли-кросса можно выделить представителей Группы B и современные автомобили, вроде Citroen DS3. Также в игре представлены классические раллийные автомобили 60-х, 70-х и 80-х годов прошлого века. В этой категории можно найти как автомобили легендарной Группы B, так и участников более старых раллийных чемпионатов, таких как Renault Alpine A110 или Ford Escort Mk II.
Каждый из автомобилей в игре имеет несколько расцветок ливреи на выбор, среди которых могут быть и реально существующие. Помимо этого автомобили получают окрас любой из представленных в игре команд, число которых достаточно велико, чтобы создать визуальное разнообразие. В дополнение к этому стоит упомянуть возможность создавать свою команду, где можно выбрать её цвета, способ покраски ливреи и найти спонсоров, чьи логотипы будут отображены на корпусе автомобиля. Такой метод также распространяется на все автомобили в игре.
В ходе соревнований автомобили имеют свойство покрываться грязью и всячески портиться, что может быть вызвано ударами, либо износом. У игрока регулярно появляется окно для технического обслуживания, где можно починить машину, почистить её от грязи, заменить компоненты на более качественные и износоустойчивые, а также произвести детальную настройку параметров автомобиля, для достижения наибольшей эффективности во время заезда.

### Этапы
Игра предоставляет пользователю определённое разнообразие трасс и этапов. В ралли существует 5 отличающихся друг от друга локаций: австралийский Фицрой проходит на грязной поверхности сквозь местные фермы и леса, этап в испанской Таррагоне состоит исключительно из хороших асфальтовых дорог, которые проведены по холмистой местности, а также временами проходят через местные города, ралли Мичиган проходит по гравийной поверхности через лес, что есть и в валийском этапе, но тот также уникален, ибо вдобавок к этому там ещё есть холмистая местность, последний из этапов игры проходит в шведском Вермланде, и единственный в игре предлагает зимние заезды. Несмотря на то, что в прошлых играх серии уже встречались некоторые из этих локаций, дороги в Dirt 4 не повторяют их и являются уникальными. В ралли-кроссе представлено 5 реальных трасс, которые расположены в разных уголках Европы: Lydden Hill (Англия), Höljes, (Швеция), Lånkebanen (Норвегия), Circuit de Lohéac (Франция) и Pista Automóvel de Montalegre (Португалия). Первые три трека уже появлялись в Dirt Rally и без значительных изменений перекочевали в эту игру. В режиме Landrush доступно три автодрома, которые могут быть представлены в разных вариациях. Они расположены в Калифорнии, Неваде и Мексике. Также стоит добавить, что тренировочные заезды проходят на локации Dirtfish в Соединённых Штатах Америки.

## Музыка
В Dirt 4 представлено множество композиций различных жанров и исполнителей. Ещё до релиза игры стало известно о том, какие композиции можно будет услышать среди её музыкального сопровождения. 27 апреля 2017 года Codemasters выпустили трейлер игры, в котором звучит песня Instigators американской певицы Грейс Поттер, записанная эксклюзивно для игры. Разработчики также поделились, что в игре будет звучать музыка таких исполнителей как The Amazons, Sigma, Freak, Pretty Vicious, The Chemical Brothers, Queens of the Stone Age, Disclosure и Bastille.
Dirt® 4™ (The Official Soundtrack Album) — официальный альбом с саундтреком игры, вышедший 26 мая 2017 года. Он включает в себя только 20 композиций, при том, что в самой игре их присутствует более 40.
| №                   | Название                                           | Автор(ы)                | Длительность |
| ------------------- | -------------------------------------------------- | ----------------------- | ------------ |
| 1.                  | «Night Drive»                                      | Sigma                   | 4:50         |
| 2.                  | «It Ain’t No Fun»                                  | Pretty Vicious          | 2:41         |
| 3.                  | «I Like to Smile When I'm Sad»                     | Freak                   | 3:06         |
| 4.                  | «Millions (The Party)»                             | The Amazons             | 2:53         |
| 5.                  | «Instigators»                                      | Грейс Поттер            | 3:08         |
| 6.                  | «Go (Radio Edit)»                                  | The Chemical Brothers   | 3:34         |
| 7.                  | «Drive (Monsieur Adi Remix)»                       | Алекс Максвелл          | 4:01         |
| 8.                  | «You Don’t Get Me High Anymore»                    | Phantogram              | 3:40         |
| 9.                  | «Fire»                                             | Барнс Кортни            | 3:19         |
| 10.                 | «Gimme The Love»                                   | Джейк Багг              | 3:02         |
| 11.                 | «Magnets» (при участии Лорд)                       | Disclosure              | 3:19         |
| 12.                 | «Pompeii»                                          | Bastille                | 3:35         |
| 13.                 | «Tick Tick Boom»                                   | The Hives               | 3:33         |
| 14.                 | «No One Knows»                                     | Queens of the Stone Age | 4:40         |
| 15.                 | «Brooklyn (GotSome Remix)»                         | Fickle Friends          | 3:30         |
| 16.                 | «Out of My System»                                 | Youngr                  | 3:24         |
| 17.                 | «Follow»                                           | Fangclub                | 3:42         |
| 18.                 | «Fire That Burns»                                  | Circa Waves             | 3:51         |
| 19.                 | «Hypnotic» (при участии Шеннон Сондерс и Youngman) | Wilkinson               | 4:50         |
| 20.                 | «All Or Nothing»                                   | Kove & Joseph J. Jones  | 3:57         |
| Общая длительность: | Общая длительность:                                | Общая длительность:     | 72:35        |

## Разработка и продвижение

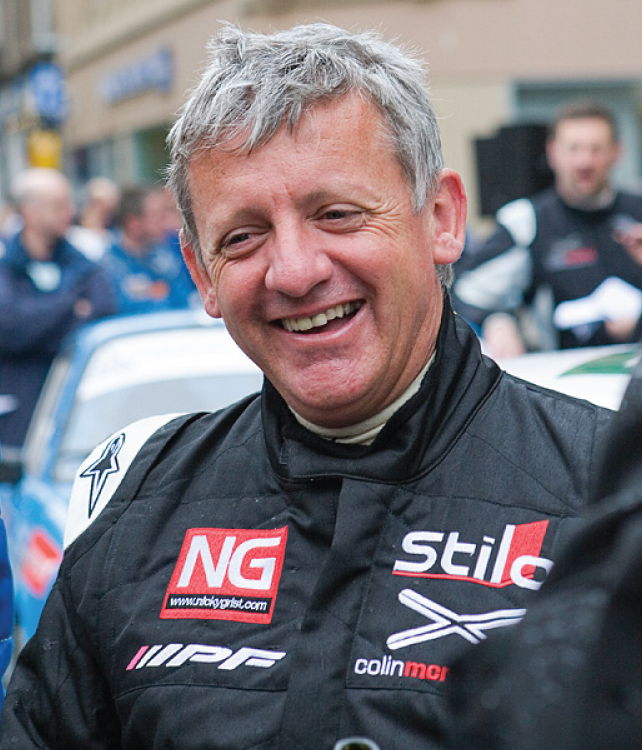
Ники Грист озвучил англоязычного штурмана в Dirt 4

Dirt 4 была разработана британской студией Codemasters. Анонс игры состоялся 26 января 2017 года, тогда Codemasters выпустили первый трейлер игры, а также поделились некоторыми подробностями. Они заявили, что попытались совместить напряжение и реализм Dirt Rally с более весёлыми, заряженными адреналином гонками из Dirt 2 и Dirt 3. Помимо этого стала известна дата выхода игры, которая была намечена на 6 июня 2017 года, некоторые подробности о представленном в игре автопарке, а также игровые локации. С момента анонса сразу стало известно об инновационной системе генерации маршрутов «Your Stage», которая, по мнению самих разработчиков, является главным нововведением Dirt 4. По словам ведущего геймдизайнера игры Пола Коулмана, эту систему Codemasters начали разрабатывать ещё в 2011 году, сразу после релиза Dirt 3.
Разработчики не скрывали, что основной их целью при создании этой игры было снизить порог вхождения для казуальных и новых игроков. Специально для этого было создано два различных стиля поведения автомобиля: «Геймер» и «Симуляция». В геймерском стиле игра предлагает упрощённую физическую модель, а также ряд помощников, чтобы игроку удавалось получать удовольствие от процесса без особых усилий. В стиле симуляции поведение автомобиля является более реалистичным, все помощники по умолчанию отключаются, управление становится более дёрганным, а частота аварий увеличивается. Клайв Муди, исполнительный продюсер игры, в своём интервью порталу GameSpot утверждал, что стиль симуляции — это как Dirt Rally, только он более доработанный.

Dirt Rally была, без сомнения, довольно бескомпромиссной игрой. Многие люди так и не смогли вникнуть в неё, у них не было времени, чтобы во всём разбираться, по этому они забрасывали игру с самого начала. Она просто вбрасывала вас в гущу событий без какой-либо страховки, предоставляя выбор в духе плыть или утонуть.
Если вам хватало терпения, то вы могли преодолеть сложности и во всём разобраться, но для некоторых людей это было слишком трудно. По этому основным движущим фактором в Dirt 4 стала нужда предоставить людям более лёгкий и безопасный вход в мир бездорожья.
Оригинальный текст (англ.)Dirt Rally was, without question, pretty uncompromising. A lot of people either couldn't get into it because they didn't have the time to put the effort into it, or they were just put off from the get-go. It just threw you in, gave you no safety net whatsoever, and it was kind of sink or swim.

If you had the patience you could power through that and get it, but for some people it was too much. So definitely a driving factor in Dirt 4 is needing to give people a safer and more gentle entry into the world of off-road.
— Клайв Муди, исполнительный продюсер Dirt 4
К релизу игры готовилось несколько изданий Dirt 4 с небольшими отличиями. Помимо стандартного издания, включающего в себя саму игру без каких-либо бонусов, было ещё два. Издание Day One Edition предлагало игрокам эксклюзивный раллийный автомобиль Hyundai R5, некое «специальное мероприятие», а также иконку основателя. Издание Special Edition включало в себя всё то же самое, что и первое, но также содержало набор Team Booster Pack, в который входило: уникальный инженер, эксклюзивное предложение от команды, а также уникальные технические объекты, которые оказывают влияние на эффективность команды во время участия в чемпионатах.
27 апреля появились данные о представленном в игре саундтреке. В новом трейлере играла эксклюзивно записанная для Dirt 4 песня Instigators от Грейс Поттер. Помимо этого в трейлере был представлен девиз игры: «Be Fearless» (с англ. — «Будь бесстрашным»). Codemasters заявили, что саундтрек игры был составлен вместе с партнёрами из Globe — британского отдела Universal Music, а также, что в Dirt 4 будет представлено около 40 лицензированных композиций. В этой части серии, как и в Dirt Rally, представлен лицензированный чемпионат мира по ралли-кроссу, и несмотря на то, что по сравнению с прошлой частью тут появилось ещё два этапа, их количество в реальном чемпионате всё равно значительно превышает то, которое присутствует в игре. Dirt 4 вышла на платформы PlayStation 4, Xbox One и Microsoft Windows 6 июня 2017 года в Северной Америке, затем 9 июня 2017 в странах Европы. К релизу игры Codemasters выпустили ещё один трейлер, на этот раз последний, где показали многие режимы игры и разнообразные погодные эффекты. Стоит добавить, что сами разработчики не исключают, что в будущем игра может быть портирована на Nintendo Switch, однако на данный момент об этом ничего не известно.
Создатели игры консультировались с действующими раллистами Крисом Миком и Петтером Сульбергом во время создания модели поведения автомобиля. Стоит добавить, что оба пилота представлены в Dirt 4 в качестве противников. Для озвучивания игры были приглашены профессионалы — Ники Грист и Джен Хорси, они подарили свои голоса внутриигровым штурманам, вдобавок к этому Грист ещё озвучил комментатора. Помимо них в игре можно выбрать между немецким, итальянским, польским и испанским штурманами. Примечательно, что в прошлом Грист являлся штурманом Колина Макрея, а также озвучивал некоторые игры серии, когда она ещё носила имя этого знаменитого гонщика.

## Оценки и мнения
| Сводный рейтинг       | Сводный рейтинг                                 |
| Агрегатор             | Оценка                                          |
| --------------------- | ----------------------------------------------- |
| GameRankings          | - (PC) 77,30 % - (PS4) 85,17 % - (XONE) 85,90 % |
| Metacritic            | (PC) 78/100 (PS4) 84/100 (XONE) 86/100          |
| Иноязычные издания    |                                                 |
| Издание               | Оценка                                          |
| Destructoid           | 7,5/10                                          |
| Game Informer         | 9/10                                            |
| GameSpot              | 9/10                                            |
| GamesRadar+           | [ 26 ]                                          |
| IGN                   | 9,2/10                                          |
| PC Gamer (US)         | 70/100                                          |
| Polygon               | 9/10                                            |
| Русскоязычные издания |                                                 |
| Издание               | Оценка                                          |
| PlayGround.ru         | 8/10                                            |
| Riot Pixels           | 68 %                                            |
| StopGame.ru           | Изумительно                                     |
| «Игромания»           | 8,5/10                                          |
| «НИМ»                 | 7,4/10                                          |

Dirt 4 получила в основном позитивные отзывы от критиков, основываясь на рейтингах агрегаторов Metacritic и GameRankings, где консольные версии имеют рейтинг около 85, а версия для Windows примерно 78 баллов. Портал IGN дал игре оценку 9.2/10, написав «Доступный, но в то же время жёсткий и грязный, и всё равно прекрасный Dirt 4 устанавливает новый стандарт в ралли-гонках — его продуманный режим карьеры, а также бесконечное количество этапов придают ему потрясающую выдержку. Абсолютно удивительный бриллиант». В редакции сайта Polygon игре поставили 9/10, а рецензент заявил: «я ещё никогда не был так очарован гоночной игрой, и я не могу рекомендовать кому угодно с любыми способностями любую другую игру больше, чем Dirt 4. Dirt 4 — это удовольствие». На портале GameSpot игре также поставили 9/10, они писали, что «если карающая сложность Dirt Rally отпугивала многолетних поклонников серии в любом случае, то стремление к доступности должно помочь вернуть их обратно, а почти бесконечные возможности системы „Your Stage“ должны задержать их в игре. Dirt 4 — это яркий пример блестящей работы Codemasters».
В российской игровой прессе игра также получила преимущественно положительные отзывы. Максим Солодилов, автор из творческого коллектива сайта StopGame.ru, поставил игре оценку «Изумительно», подведя итог, что «если года полтора назад ралли была слишком требовательной и недостаточно разнообразной дисциплиной, то сейчас всё изменилось в лучшую сторону, и спорт этот стал доступен широким массам…». В то же время обозреватель журнала Навигатор Игрового Мира оценил карьерный режим игры, однако подверг сильной критике режим Landrush, от этого издания Dirt 4 получила 7.4/10. Обозреватель портала Игры@Mail.Ru в целом похвалил игру, поставив 8.5/10, однако остался недоволен нехваткой контента, которая была вызвана потерей некоторых лицензий студией Codemasters, по его мнению режим ралли в Dirt 4 получился менее интересным, чем в Dirt Rally. На сайте PlayGround.ru также остались довольны игрой, поставив 8/10. Среди плюсов автор обзора отметил музыку, реализацию погодных условий, карьеру и генератор трасс, а среди минусов отсутствие лицензии WRC, оптимизацию игры на ПК и отсутствие локализации. Алексей Пилипчук, один из обозревателей журнала Игромания, поставил игре 8.5 баллов из 10, в рецензии он заявил, что «четвертая часть — почти идеальный компромисс между хардкором Dirt Rally и веселыми, но легкомысленными первыми выпусками серии». Рецензент сайта Riot Pixels, напротив, раскритиковал попытку разработчиков угодить как любителям сурового ралли, так и более казуальным фанатам, и дал игре рейтинг 68 %.
Большинство авторов сходились на том, что хвалили игру за её режим карьеры, систему генерации спецучастков «My Stage» и сниженный, по сравнению с Dirt Rally, порог вхождения, но в то же время критике часто подвергали малое количество лицензий, менее богатый, в отличие от Dirt Rally, автопарк, неполный список трасс в ралли-кроссе и малое количество треков в режиме Landrush. Что, однако, не помешало Dirt 4 получать высокие баллы, и иметь на себя спрос. Известно, что в неделю своего выхода игра заняла второе место в чартах продаж по Великобритании, уступив лидерство только Grand Theft Auto V. Игра также заняла седьмое место в Австралии, и второе в Новой Зеландии.
Летом 2018 года, благодаря уязвимости в защите Steam Web API, стало известно, что точное количество пользователей сервиса Steam, которые играли в игру хотя бы один раз, составляет 270 550 человек.

### Награды
Игра была номинирована на звание «Лучшей гоночной игры» 2017 года на портале IGN. Dirt 4 выиграла в аналогичной номинации сайта Game Informer, а также ещё в номинации «Лучшая спортивная игра года». Примечательно, что исходя из голосования читателей этого сайта, игра заняла лишь четвёртое место среди других гоночных симуляторов, набрав всего 12,5 % голосов. Редакция сайта StopGame.ru также признала Dirt 4 лучшей гоночной игрой в своих итогах 2017 игрового года. Журнал Polygon поместил Dirt 4 на 28 место в своём списке 50 лучших игр 2017 года. Dirt 4 ещё была номинирована как «Гоночная игра года» на 21-й D.I.C.E. Awards, однако в этой номинации победила Mario Kart 8 Deluxe.